# Tiziana Veglia
Tiziana Veglia (née le 13 septembre 1992 à Turin) est une joueuse italienne de volley-ball. Elle mesure 1,84 m et joue au poste de centrale. 

## Clubs
| Club                       | Pays   | De        | À         |
| -------------------------- | ------ | --------- | --------- |
| Lilliput Pallavolo Settimo | Italie | 2007-2008 | 2007-2008 |
| Asystel Volley             | Italie | 2008-2009 | 2009-2010 |
| Pallavolo Alfieri Cagliari | Italie | 2010-2011 | 2010-2011 |
| Cuatto Giaveno Volley      | Italie | 2011-2012 | 2011-2012 |
| Snoopy Pallavolo           | Italie | 2012-2013 | 2012-2013 |
| Red Volley                 | Italie | 2013-2014 | …         |